# 列索戈尔斯克 (下诺夫哥罗德州)
列索戈尔斯克（羅馬化：Lesogorsk）是俄罗斯下诺夫哥罗德州的市级镇，属沙特基区，也是该区除行政中心外的另一座市级镇。地处下诺夫哥罗德州南部，位于区行政中心沙特基西南、州府下诺夫哥罗德南方。
该地2021年人口有793人；2010年人口1,015；2002年人口1,079；1989年人口1,090。